# ガンダムデカール
ガンダムデカール（GUNDAM DECAL）は、BANDAI SPIRITSから販売されているガンプラ向け水転写式デカール商品。公式サイトには「100点以上のラインナップを誇る、大人気ガンダムデカールのシリーズ。ガンダムデカールで、キミのガンプラをカスタマイズ！」と謳われている。

## 商品一覧
商品名はバンダイホビーサイトの表記に準じる。

### 一般販売

#### 001-050
| 商品名                                                                                           | 発売時期   | 備考 |
| ------------------------------------------------------------------------------------------------ | ---------- | ---- |
| ガンダムデカールNo.1 MG 1/100 ゼータガンダム用                                                   | 2005年3月  | -    |
| ガンダムデカールNo.2 MG 1/100 RX-78-2 ガンダム Ver.Ka用                                          | 2005年3月  | -    |
| ガンダムデカールNo.3 MG 1/100 フリーダムガンダム用                                               | 2005年3月  | -    |
| ガンダムデカールNo.4 MG 1/100 ガンダム Ver.ONE YEAR WAR 0079用                                   | 2005年3月  | -    |
| ガンダムデカールNo.5 MG 1/100 ザクII(F/J&S)用                                                    | 2005年3月  | -    |
| ガンダムデカールNo.6 MG 1/100 ガンダムMk-II（エゥーゴ）用/ハイザック用                           | 2005年3月  | -    |
| ガンダムデカールNo.7 MG 1/100 スーパーガンダム用/ガンダムMk-II（ティターンズ）用                 | 2005年5月  | -    |
| ガンダムデカールNo.8 MG 1/100 百式用                                                             | 2005年5月  | -    |
| ガンダムデカールNo.9 MG 1/100 ボール（第08MS小隊版）用                                           | 2005年5月  | -    |
| ガンダムデカールNo.10 MG 1/100 MS-07B グフ用                                                     | 2005年5月  | -    |
| ガンダムデカールNo.11 MG 1/100 リック・ディアス用/リック・ディアス（クワトロ・バジーナカラー）用 | 2005年5月  | -    |
| ガンダムデカールNo.12 MG 1/100 ガンキャノン用                                                    | 2005年5月  | -    |
| ガンダムデカールNo.13 MG 1/100 ウイングガンダム Ver.Ka用                                         | 2005年7月  | -    |
| ガンダムデカールNo.14 MG 1/100 アッガイ用                                                        | 2005年7月  | -    |
| ガンダムデカールNo.15 MG 1/100 ドム用/リック・ドム用                                             | 2005年7月  | -    |
| ガンダムデカールNo.16 地球連邦軍ＭＳ用１                                                         | 2005年7月  | -    |
| ガンダムデカールNo.17 ジオン軍ＭＳ用１                                                           | 2005年7月  | -    |
| ガンダムデカールNo.18 MG 1/100 SEEDモビルスーツ用1                                               | 2005年7月  | -    |
| ガンダムデカールNo.19 MG 1/100 ガンダムMk-II （Ver.2.0）用                                       | 2005年12月 | -    |
| ガンダムデカールNo.20 MG 1/100 ゼータガンダム（Ver.2.0）用                                       | 2005年12月 | -    |
| ガンダムデカールNo.21 MG 1/100 ガンダムセンチネルシリーズ用                                      | 2005年12月 | -    |
| ガンダムデカールNo.22 MG 1/100 機動戦士Zガンダムシリーズ用                                       | 2005年12月 | -    |
| ガンダムデカールNo.23 MG 1/100 機動戦士ガンダム 逆襲のシャアシリーズ用                           | 2005年12月 | -    |
| ガンダムデカールNo.24 MG 1/100 機動戦士ガンダム0083シリーズ用                                    | 2005年12月 | -    |
| ガンダムデカールNo.25 MG 1/100 ガンダムF91用                                                     | 2006年8月  | -    |
| ガンダムデカールNo.26 MG 1/100 ギャン用                                                          | 2006年8月  | -    |
| ガンダムデカールNo.27 EX 1/1700 艦船モデル用                                                     | 2006年8月  | -    |
| ガンダムデカールNo.28 1/144 HG ジオン軍ＭＳ用１                                                  | 2006年8月  | -    |
| ガンダムデカールNo.29 1/144 HG ジオン軍ＭＳ用２                                                  | 2006年8月  | -    |
| ガンダムデカールNo.30 1/144 ＵＣ 地球連邦軍ＭＳ用１                                              | 2006年8月  | -    |
| ガンダムデカールNo.31 MG 1/100 ストライクフリーダムガンダム用                                    | 2007年3月  | -    |
| ガンダムデカールNo.32 MG 1/100 Hi-ニューガンダム用                                               | 2007年3月  | -    |
| ガンダムデカールNo.33 MG 1/100 クロスボーンガンダムX1（Ver.Ka）用                                | 2007年3月  | -    |
| ガンダムデカールNo.34 MG 1/100 ストライクノワールガンダム用                                      | 2007年3月  | -    |
| ガンダムデカールNo.35 HGUC 1/144 アドバンス オブ ゼータ シリーズ用                               | 2007年3月  | -    |
| ガンダムデカールNo.36 1/100 機動戦士ガンダムSEED DESTINYモビルスーツ用                           | 2007年3月  | -    |
| ガンダムデカールNo.37 HGUC 1/144 地球連邦軍MS用2                                                 | 2007年7月  | -    |
| ガンダムデカールNo.38 HGUC 1/144 ジオン軍MS用3                                                   | 2007年7月  | -    |
| ガンダムデカールNo.39 HGUC 1/144 ジオン軍MS用4                                                   | 2007年7月  | -    |
| ガンダムデカールNo.40 MG 1/100 MS-06J ザク Ver.2.0用                                             | 2007年7月  | -    |
| ガンダムデカールNo.41 MG 1/100 シャア専用ザク Ver.2.0/シャア専用ゲルググ Ver.2.0用               | 2007年7月  | -    |
| ガンダムデカールNo.42 HG 1/144 機動戦士ガンダムSEEDシリーズ用                                    | 2007年7月  | -    |
| ガンダムデカールNo.43 MG 1/100 デスティニーガンダム用                                            | 2008年3月  | -    |
| ガンダムデカールNo.44 MG 1/100 ユニコーン Ver.Ka用                                               | 2008年3月  | -    |
| ガンダムデカールNo.45 MG 1/100 黒い三連星ザク Ver.2.0用                                          | 2008年3月  | -    |
| ガンダムデカールNo.46 機動戦士ガンダムOO汎用1                                                    | 2008年3月  | -    |
| ガンダムデカールNo.47 HG 1/144 機動戦士ガンダムOO用2                                             | 2008年3月  | -    |
| ガンダムデカールNo.48 機動戦士ガンダムSEED FRAME ASTRAYS汎用                                     | 2008年3月  | -    |
| ガンダムデカールNo.49 MG 1/100 ストライクガンダム用                                              | 2008年8月  | -    |
| ガンダムデカールNo.50 MG 1/100 フォースインパルスガンダム用                                      | 2008年8月  | -    |

#### 051-100
| 商品名                                                                                           | 発売時期   | 備考 |
| ------------------------------------------------------------------------------------------------ | ---------- | ---- |
| ガンダムデカールNo.51 MG 1/100 真武者頑駄無用                                                    | 2008年8月  | -    |
| ガンダムデカールNo.52 MG 1/100 ガンダム Ver.2.0用                                                | 2008年8月  | -    |
| ガンダムデカールNo.53 機動戦士ガンダム0080シリーズ汎用1                                          | 2008年8月  | -    |
| ガンダムデカールNo.54 機動戦士ガンダム0080シリーズ汎用2                                          | 2008年8月  | -    |
| ガンダムデカールNo.55 MG 1/100 インフィニットジャスティスガンダム用                              | 2008年12月 | -    |
| ガンダムデカールNo.56 MG 1/100 ジョニーライデン専用ザク Ver.2.0用/シンマツナガ専用ザク Ver.2.0用 | 2008年12月 | -    |
| ガンダムデカールNo.57 MG 1/100 シナンジュ Ver.Ka用                                               | 2008年12月 | -    |
| ガンダムデカールNo.58 MG 1/100 ザクキャノン用                                                    | 2008年12月 | -    |
| ガンダムデカールNo.59 MG 1/100 量産型ザクVer.2.0用リアルタイプ                                   | 2008年12月 | -    |
| ガンダムデカールNo.60 MG ガンダム Ver.2.0用 リアルタイプデカール                                 | 2008年12月 | -    |
| ガンダムデカールNo.61 MG 1/100 ジム Ver.2.0用                                                    | 2009年3月  | -    |
| ガンダムデカールNo.62 MG 1/100 Gファイター ガンダムVer.2.0用 V作戦モデル用                       | 2009年3月  | -    |
| ガンダムデカールNo.63 1/100 ダブルオーライザー用                                                 | 2009年3月  | -    |
| ガンダムデカールNo.64 1/100 ケルディムガンダム用                                                 | 2009年3月  | -    |
| ガンダムデカールNo.65 1/100 アリオスガンダム用                                                   | 2009年3月  | -    |
| ガンダムデカールNo.66 1/100 セラヴィーガンダム用                                                 | 2009年3月  | -    |
| ガンダムデカールNo.67 MG 1/100 ソードインパルスガンダム用                                        | 2009年7月  | -    |
| ガンダムデカールNo.68 MG 1/100 グフ Ver.2.0用                                                    | 2009年7月  | -    |
| ガンダムデカールNo.69 MG 1/100 ガンダムエクシア用                                                | 2009年7月  | -    |
| ガンダムデカールNo.70 MG 1/100 Gアーマー リアルタイプカラー用                                    | 2009年7月  | -    |
| ガンダムデカールNo.71 HG 1/144 機動戦士ガンダム 逆襲のシャア 地球連邦軍ＭＳ用                    | 2009年7月  | -    |
| ガンダムデカールNo.72 HG 1/144 機動戦士ガンダム 逆襲のシャア ネオ・ジオン軍ＭＳ用                | 2009年7月  | -    |
| ガンダムデカールNo.73 MG 1/100 ガンタンク用                                                      | 2009年12月 | -    |
| ガンダムデカールNo.74 MG 1/100 ガンダムアストレイ ブルーフレーム セカンドリバイ用                | 2009年12月 | -    |
| ガンダムデカールNo.75 MG 1/100 Vガンダム Ver.Ka用                                                | 2009年12月 | -    |
| ガンダムデカールNo.76 HG 1/144 ユニコーンガンダム用                                              | 2009年12月 | -    |
| ガンダムデカールNo.77 PG 1/60 ダブルオーライザー1（ダブルオーガンダム）用                        | 2009年12月 | -    |
| ガンダムデカールNo.78 PG 1/60 ダブルオーライザー2（ダブルオーガンダム）用                        | 2009年12月 | -    |
| ガンダムデカールNo.79 HG 1/144 ザクII F2型用                                                     | 2010年7月  | -    |
| ガンダムデカールNo.80 機動戦士ガンダム００用３                                                   | 2010年7月  | -    |
| ガンダムデカールNo.81 MG 1/100 ウイングガンダム用                                                | 2010年7月  | -    |
| ガンダムデカールNo.82 MG 1/100 武者ガンダムMk-II用                                               | 2010年7月  | -    |
| ガンダムデカールNo.83 MG 1/100 フルアーマーガンダム用                                            | 2010年7月  | -    |
| ガンダムデカールNo.84 RG 1/144 ガンダム用                                                        | 2010年7月  | -    |
| ガンダムデカールNo.85 HG 1/144 シナンジュ用                                                      | 2010年12月 | -    |
| ガンダムデカールNo.86 HG 1/144 ダブルオークアンタ用                                              | 2010年12月 | -    |
| ガンダムデカールNo.87 RG 1/144 シャア専用ザク用                                                  | 2010年12月 | -    |
| ガンダムデカールNo.88 MG 1/100 ガンダムデスサイズ EW用                                           | 2010年12月 | -    |
| ガンダムデカールNo.89 MG 1/100 ダブルオークアンタ用                                              | 2010年12月 | -    |
| ガンダムデカールNo.90 MG 1/100 ジ・O用                                                           | 2010年12月 | -    |
| ガンダムデカールNo.91 MG 1/100 エールストライクガンダム Ver.RM用                                 | 2013年11月 | -    |
| ガンダムデカールNo.92 MG 1/100 シェンロンガンダム EW用                                           | 2013年11月 | -    |
| ガンダムデカールNo.93 MG 1/100 ウイングガンダムプロトゼロ EW用                                   | 2013年11月 | -    |
| ガンダムデカールNo.94 RG 1/144 ストライクフリーダムガンダム用                                    | 2013年11月 | -    |
| ガンダムデカールNo.95 RG 1/144 デスティニーガンダム用                                            | 2013年11月 | -    |
| ガンダムデカールNo.96 RG 1/144 ガンダム試作1号機 ゼフィランサス/フルバーニアン用                 | 2013年11月 | -    |
| ガンダムデカールNo.97 MG 1/100 ガンダム Ver.3.0用                                                | 2013年12月 | -    |
| ガンダムデカールNo.98 MG 1/100 ガンダムエピオンEW用                                              | 2013年12月 | -    |
| ガンダムデカールNo.99 MG 1/100 ガンダムサンドロック EX用                                         | 2013年12月 | -    |
| ガンダムデカールNo.100 MG 1/100 ガンダムヘビーアームズ EW用                                      | 2013年12月 | -    |

#### 101-150
| 商品名                                                                 | 発売時期   | 備考                                               |
| ---------------------------------------------------------------------- | ---------- | -------------------------------------------------- |
| ガンダムデカールNo.101 RG 1/144 ゼータガンダム用                       | 2013年12月 | -                                                  |
| ガンダムデカールNo.102 RG 1/144 ガンダムMk-II（エゥーゴ仕様）用        | 2013年12月 | RG 1/144 ガンダムMk-II（ティターンズ仕様）にも対応 |
| ガンダムデカールNo.103 機動戦士ガンダム 鉄血のオルフェンズ汎用1        | 2017年6月  | -                                                  |
| ガンダムデカールNo.104 機動戦士ガンダム 鉄血のオルフェンズ汎用2        | 2017年6月  | -                                                  |
| ガンダムデカールNo.105 HG 1/144 機動戦士ガンダム THE ORIGIN汎用1       | 2017年6月  | -                                                  |
| ガンダムデカールNo.106 RG 1/144 ガンダムエクシア用                     | 2017年6月  | -                                                  |
| ガンダムデカールNo.107 機動戦士ガンダムUC汎用1                         | 2017年6月  | -                                                  |
| ガンダムデカールNo.108 機動戦士Zガンダム/機動戦士ガンダムZZ汎用1       | 2017年6月  | -                                                  |
| ガンダムデカールNo.109 RG 1/144 ダブルオーライザー用                   | 2017年10月 | -                                                  |
| ガンダムデカールNo.110 HG 1/144 機動戦士ガンダムMSV汎用1               | 2017年10月 | -                                                  |
| ガンダムデカールNo.111 RG 1/144 ガンダムアストレイレッドフレーム用     | 2017年10月 | -                                                  |
| ガンダムデカールNo.112 RG 1/144 ユニコーンガンダム用                   | 2017年10月 | -                                                  |
| ガンダムデカールNo.113 HG 1/144 機動戦士ガンダム THE ORIGIN汎用2       | 2017年10月 | -                                                  |
| ガンダムデカールNo.114 HG 1/144 機動戦士ガンダム サンダーボルト汎用1   | 2017年10月 | -                                                  |
| ガンダムデカールNo.115 RG 1/144 シナンジュ用                           | 2018年1月  | -                                                  |
| ガンダムデカールNo.116 RG 1/144 MS-06R汎用1                            | 2018年1月  | -                                                  |
| ガンダムデカールNo.117 RG 1/144 ダブルオークアンタ用                   | 2018年1月  | -                                                  |
| ガンダムデカールNo.118 MG 1/100 ジム・スナイパーII/ジム・コマンド用    | 2018年1月  | -                                                  |
| ガンダムデカールNo.119 HG 1/144 機動戦士ガンダム THE ORIGIN汎用3       | 2018年1月  | -                                                  |
| ガンダムデカールNo.120 機動戦士ガンダム外伝 THE BLUE DESTINY汎用1      | 2018年1月  | -                                                  |
| ガンダムデカールNo.121 機動戦士ガンダムAGE汎用1                        | 2018年1月  | -                                                  |
| ガンダムデカールNo.122 HG 1/144 機動戦士ガンダム 閃光のハサウェイ汎用1 | 2021年7月  | -                                                  |
| ガンダムデカールNo.123 機動戦士ガンダム THE ORIGIN汎用4                | 2021年7月  | -                                                  |
| ガンダムデカールNo.124 ガンダムビルドダイバーズシリーズ汎用1           | 2021年7月  | -                                                  |
| ガンダムデカールNo.125 RG 1/144 νガンダム用                            | 2021年7月  | -                                                  |
| ガンダムデカールNo.126 RG 1/144 サザビー用                             | 2021年7月  | -                                                  |
| ガンダムデカールNo.127 HG 1/144 劇場版 機動戦士ガンダム00汎用1         | 2021年12月 | -                                                  |
| ガンダムデカールNo.128 HG 1/144 劇場版 機動戦士ガンダム00汎用2         | 2021年12月 | -                                                  |
| ガンダムデカールNo.129 HG 1/144 ナイチンゲール用                       | 2021年12月 | -                                                  |
| ガンダムデカールNo.130 RG 1/144 フォースインパルスガンダム用           | 2021年12月 | -                                                  |
| ガンダムデカールNo.131 RG 1/144 ジオング用                             | 2021年12月 | -                                                  |
| ガンダムデカールNo.132 RG 1/144 Hi-νガンダム用                         | 2021年12月 | -                                                  |
| ガンダムデカールNo.133 機動戦士ガンダム 水星の魔女汎用1                | 2023年3月  | -                                                  |
| ガンダムデカールNo.134 機動戦士ガンダム 水星の魔女汎用2                | 2023年3月  | -                                                  |
| ガンダムデカールNo.135 機動戦士ガンダム 水星の魔女汎用3                | 2023年3月  | -                                                  |
| ガンダムデカールNo.136 機動戦士ガンダム サイドストーリーズ汎用1        | 2023年3月  | -                                                  |
| ガンダムデカールNo.137 機動戦士ガンダム サイドストーリーズ汎用2        | 2023年3月  | -                                                  |
| ガンダムデカールNo.138 RG 1/144 ゴッドガンダム用                       | 2023年3月  | -                                                  |
| ガンダムデカールNo.139 機動戦士Gundam GQuuuuuuX汎用1                   | 2025年9月  | -                                                  |
| ガンダムデカールNo.140 機動戦士Gundam GQuuuuuuX汎用2                   | 2025年9月  | -                                                  |
| ガンダムデカールNo.141 機動戦士ガンダムSEED FREEDOM汎用1               | 2025年9月  | -                                                  |
| ガンダムデカールNo.142 機動戦士ガンダムSEED FREEDOM汎用2               | 2025年9月  | -                                                  |

### プレミアムバンダイ限定
| 商品名                                                                                         | 発売時期   | 備考 |
| ---------------------------------------------------------------------------------------------- | ---------- | ---- |
| ガンダムデカールDX 01 機動戦士ガンダム 地球連邦軍MS・ジオン軍MS用【1/144スケール推奨】         | 2012年3月  | -    |
| ガンダムデカールDX 02 機動戦士ガンダムUC MS用 【1/144スケール 推奨】                           | 2012年8月  | -    |
| ガンダムデカールDX 03 機動戦士ガンダムSEEDシリーズ用                                           | 2012年10月 | -    |
| ガンダムデカールDX 04 機動戦士ガンダム 地球連邦軍MS用【1/100スケール推奨】                     | 2013年5月  | -    |
| ガンダムデカールDX 05 機動戦士ガンダム ジオン軍MS用【1/100スケール推奨】                       | 2013年5月  | -    |
| ガンダムデカールDX 06 機動戦士ガンダムUC MS用 【1/100スケール 推奨】                           | 2014年4月  | -    |
| ガンダムデカールDX 07 機動戦士ガンダム 鉄血のオルフェンズシリーズ用                            | 2022年8月  | -    |
| ガンダムデカールDX 08 新機動戦記ガンダムW Endless Waltz 敗者たちの栄光用【1/100スケール 推奨】 | 2023年12月 | -    |
| ガンダムデカールDX 09 ADVANCE OF Zシリーズ用                                                   | 2024年9月  | -    |

### ガンダムベース限定
| 商品名                                                                                  | 発売時期  | 備考 |
| --------------------------------------------------------------------------------------- | --------- | ---- |
| ガンダムデカール ガンダムベース限定 HG 1/144 アザーセンチュリーズエンブレムセット1      | 2022年4月 | -    |
| ガンダムデカール ガンダムベース限定 HG 1/144 ユニバーサルセンチュリーエンブレムセット 1 | 2023年4月 | -    |